# St. Mauritius und Andreas (Kleinneuhausen)

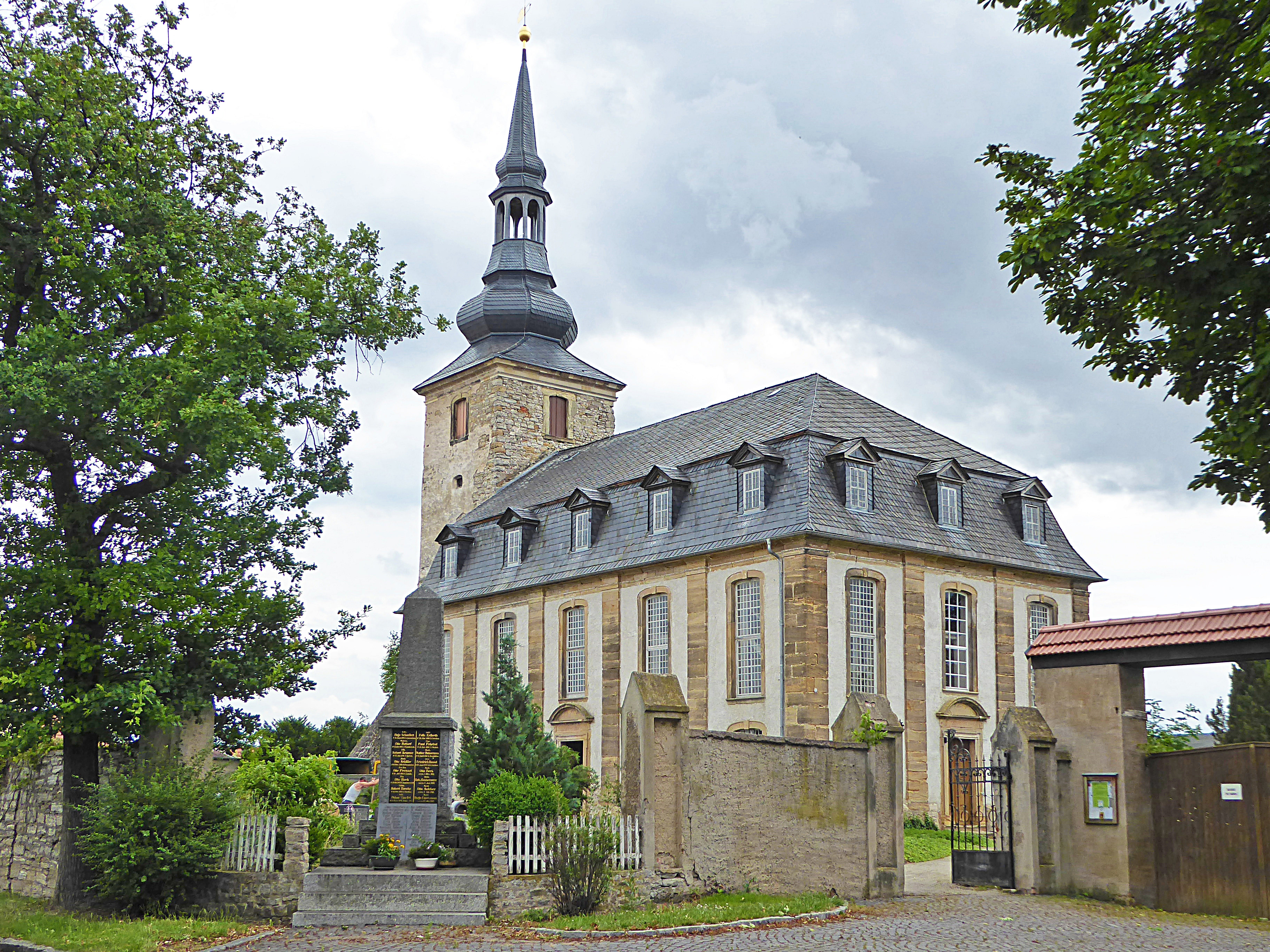
St. Mauritius & Andreas

Die evangelisch-lutherische denkmalgeschützte Kirche St. Mauritius und Andreas steht in Kleinneuhausen, einer Gemeinde im Landkreis Sömmerda in Thüringen.
Die Kirchengemeinde St. Mauritius und Andreas gehört zum Pfarrbereich Großbrembach im Kirchenkreis Apolda-Buttstädt der Evangelischen Kirche in Mitteldeutschland.

## Beschreibung

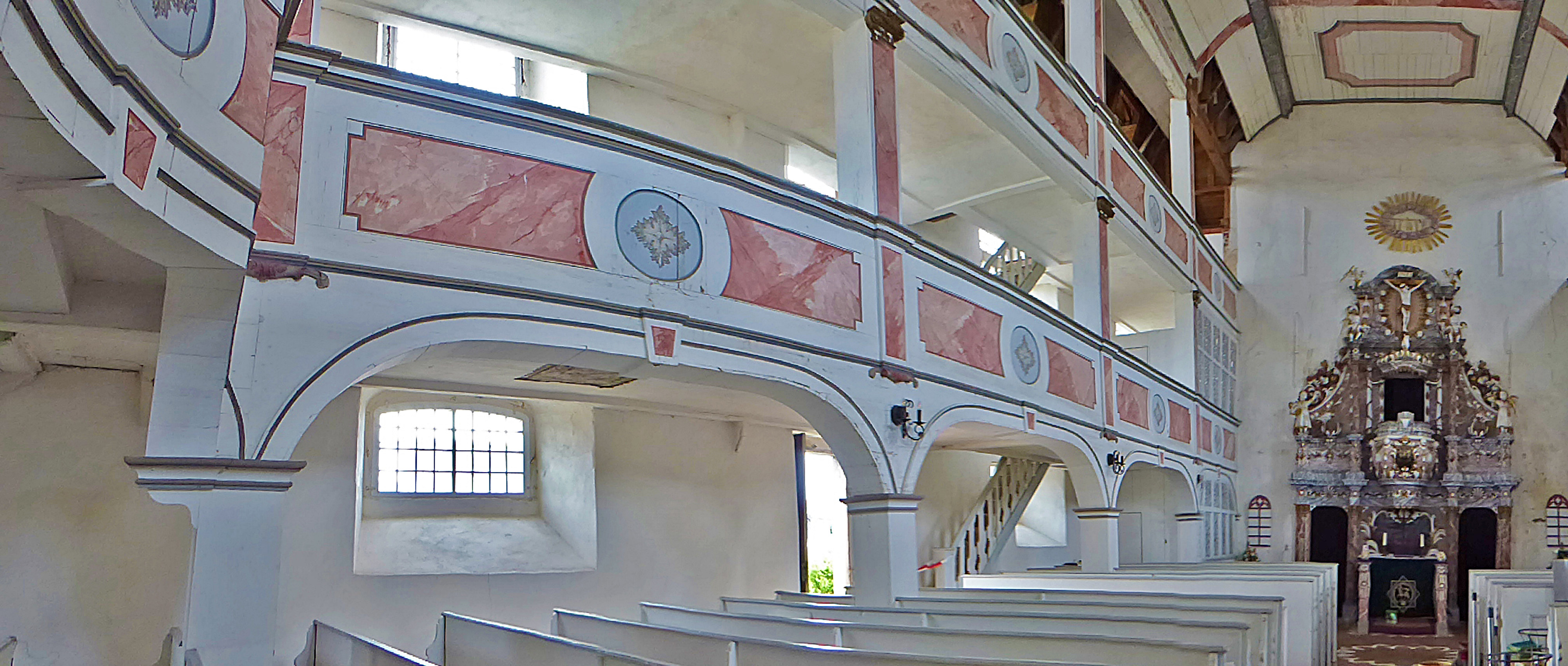
Innenraum

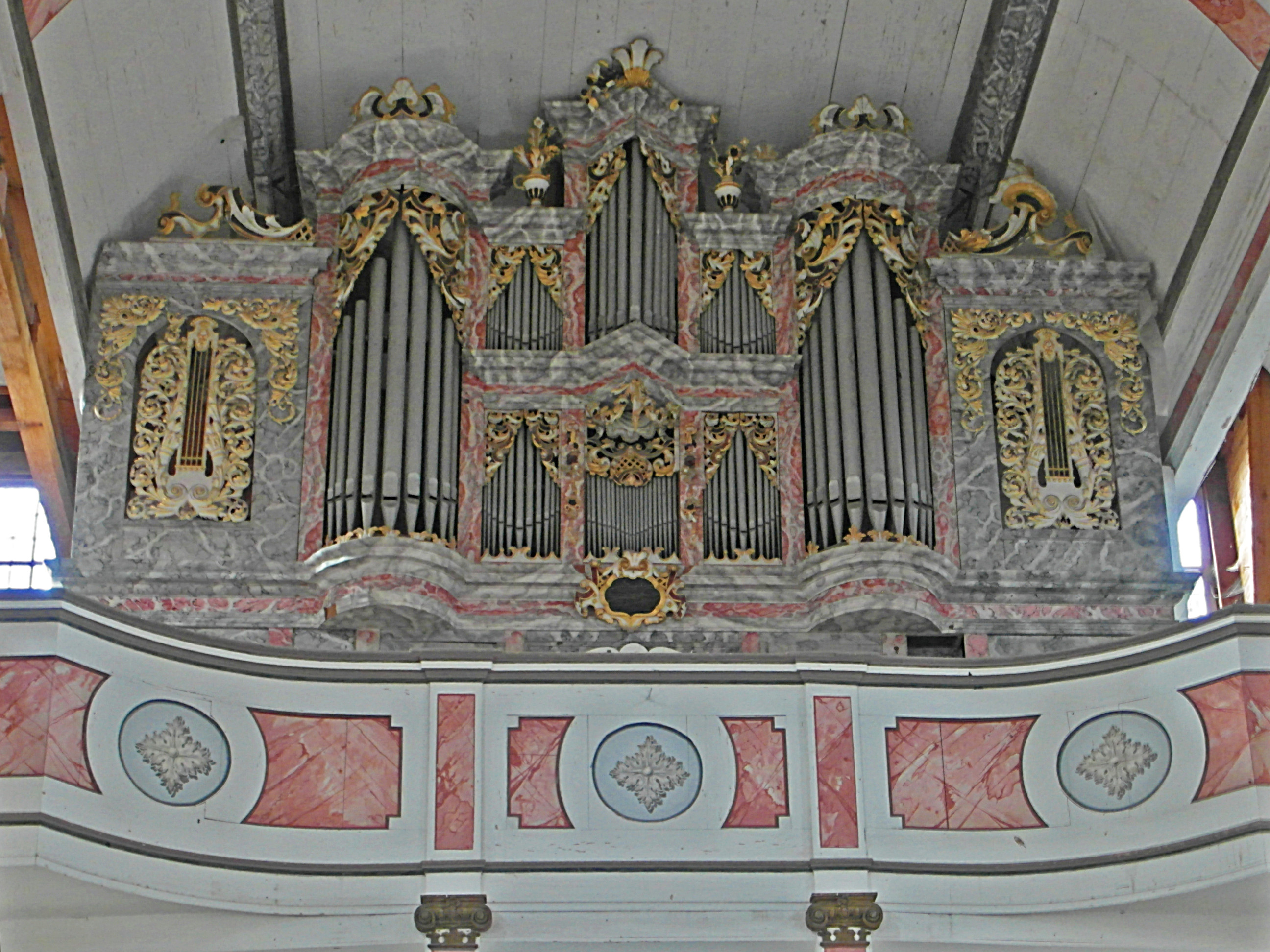
Orgel

Die große Saalkirche wurde 1736–39 unter Einbeziehung eines in Teilen mittelalterlichen Turms im Osten erbaut. Der Kirchturm ist mit einer Haube bedeckt, auf der eine Laterne sitzt, die mit einer Wetterfahne mit der Bezeichnung 1739 bekrönt ist. In ihm hängt eine Glocke, die 1522 gegossen wurde. Der Turm hat klobige Strebemauern. Die Längswände des Kirchenschiffs mit fünf Achsen sind durch Lisenen gegliedert, dazwischen sind korbbogige Fenster. In der Mitte sind die Portale mit Verdachungen. Unterhalb der Dachtraufe befindet sich ein verkröpftes Gesims. Sämtliche Elemente der Gliederung sind in Werkstein ausgeführt. Das Kirchenschiff ist außen mit einem Walmdach bedeckt, innen mit einer teilweise gewölbten Holzbalkendecke. Der Innenraum hat dreiseitige, zweigeschossige Emporen. Im Osten sind zweigeschossige Logen. Die Kirchenausstattung ist aus der Erbauungszeit. Vor der Ostwand der Kirchenschiffes steht ein kleinteilig dekorierter, mehrfarbig marmorierter Kanzelaltar mit Kruzifix, Engeln und Putten. Er ist mit 1744 bezeichnet. Auf dem geschnitzten barocken Taufbecken sitzt ein Pult. Die Orgel mit 24 Registern, verteilt auf 2 Manuale und Pedal, wurde um 1820 von einem unbekannten Orgelbauer gebaut.
1897 und 1934 wurden Baumaßnahmen durchgeführt. Das Innere wurde in den 1970er Jahren renoviert. 1997 bekam die Kirche eine neue Schieferdeckung.